# Tove (Mecklenburg)

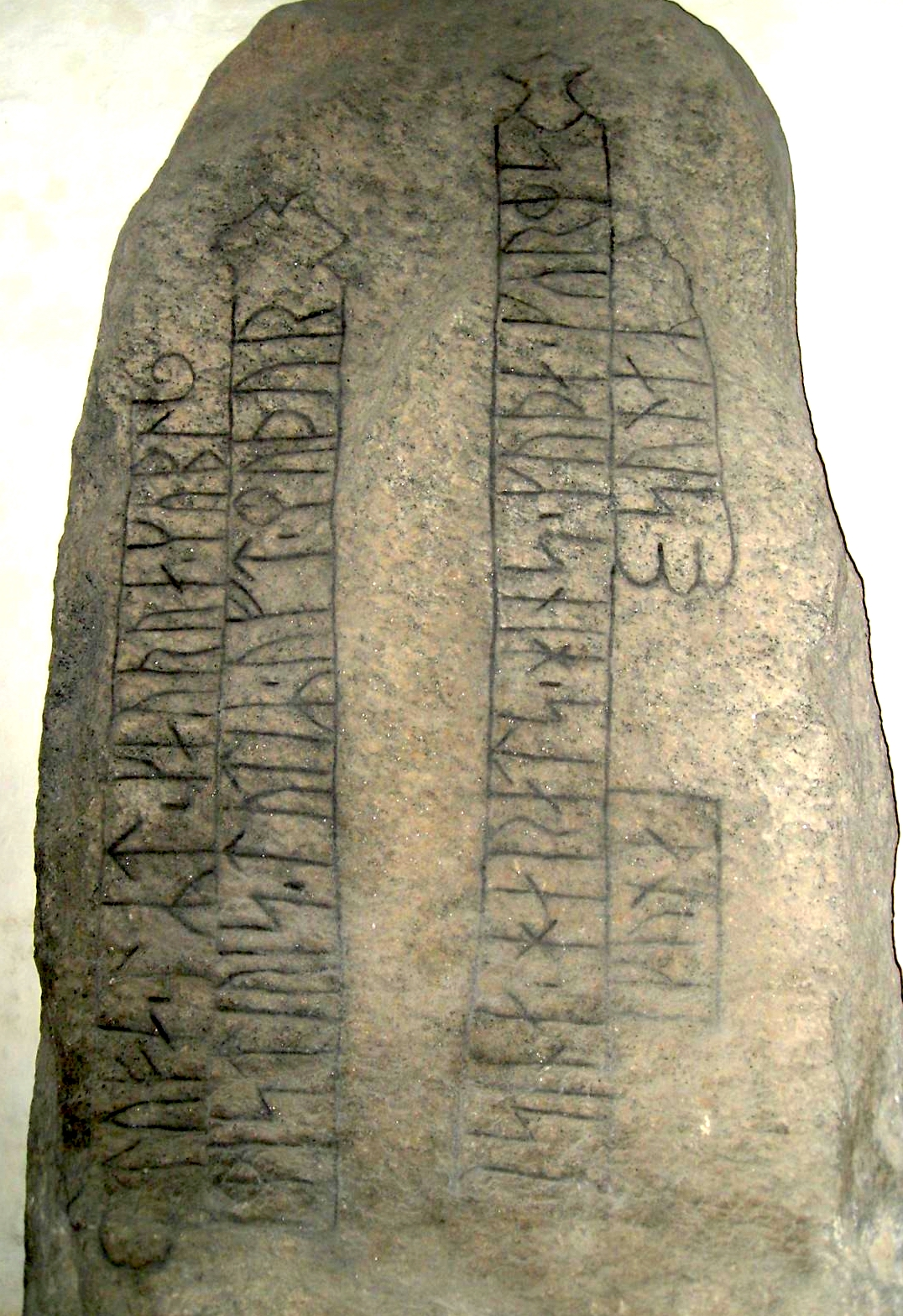
Runenstein 1 von Sønder Vissing ist das einzige Zeugnis der Existenz Toves

Tove (* 10. Jahrhundert; † nach 980) war eine abodritische Prinzessin aus dem Geschlecht der Nakoniden, deren Name nur von dem Runenstein von Sønder Vissing bei Aarhus bekannt ist. Die Inschrift wird teilweise so gedeutet, dass sie die Gemahlin des dänischen Königs Harald Blauzahn aus dem Haus Jelling war.

## Der Runenstein und seine Deutung
Tove, altnordisch Tofa von Dove (Taube), ist allein aus der Inschrift eines der Runensteine von Sønder Vissing bekannt. Bei dem dort als ihr Vater genannten Mistiwoj handelte es sich vermutlich um den abodritischen Samtherrscher, der von 965/967 bis 990/995 von der Mecklenburg aus über den abodritischen Stammesverband herrschte, dessen Teilstämme entlang der südlichen Ostseeküste vom heutigen Kiel bis nach Rostock siedelten. Tove hatte eine Schwester Hodica und einen Bruder Mistislaw. 
Toves Vater Mistiwoj betrieb zur Sicherung seiner politischen Beziehungen eine dynastische Heiratspolitik. Wohl aus diesem Antrieb verheiratete er seine Tochter mit dem dänischen König Harald Blauzahn, gegen den er immerhin noch 974 an der Seite des deutschen Kaisers Otto II. in die Schlacht am Danewerk gezogen war. Unklar ist, ob Tove ihren nordischen Namen bereits als Geburtsnamen, etwa als Tochter einer dänischen Ehefrau Mistivojs, oder erst in Dänemark erhalten hat. Kinder Toves sind nicht überliefert.
Um 980 ließ Tove zu Ehren ihrer Mutter einen Runenstein in Sønder Vissing errichten. Dessen Inschrift lautet: 
Tofa let gœrwa kumbl, Mistiwis dottiR, oft mopur sina, Haralds hins gopa, Gorms sonar kona.
Herkömmlich wird diese Inschrift gelesen „Tofa ließ das Denkmal machen, die Tochter Mistivojs, / zum Gedenken an ihre Mutter, / Haralds des Guten, / Gormssohns Frau.“ Nach einer neueren Interpretation der Inschrift soll die Inschrift zu lesen sein: „Tove, die Tochter Mistives, ließ diesen Stein für ihre Mutter setzen, Ehefrau Harald des Guten, Gorms Sohn.“ Demnach wäre nicht Tove, sondern deren Mutter die Ehefrau Harald Blauzahns gewesen. Dann müsste Harald den Tod Mistiwojs überlebt und dessen Witwe geheiratet haben, wodurch er Toves Stiefvater wurde. Tove soll mit der Inschrift Ansprüche auf eine ehrenhafte Stellung sowohl bei den Abodriten als auch bei den Dänen erhoben und Erbschaften nach beiden Elternteilen geltend gemacht haben.